# Joung Da-Woon
Joung Da-Woon –en hangul, 정다운– (Seül, 23 d'abril de 1989) és una esportista sud-coreana que competeix en judo, guanyadora d'una medalla als Jocs Asiàtics de 2014, i dues medalles al Campionat Asiàtic de Judo als anys 2011 i 2012.

## Palmarès internacional
| Jocs Asiàtics     | Jocs Asiàtics                   | Jocs Asiàtics | Jocs Asiàtics |
| Any               | Lloc                            | Medalla       | Categoria     |
| ----------------- | ------------------------------- | ------------- | ------------- |
| 2014              | Incheon ( Corea del Sud)        | 1             | –63 kg        |
| Campionat Asiàtic |                                 |               |               |
| Any               | Lloc                            | Medalla       | Categoria     |
| 2011              | Abu Dabi ( Emirats Àrabs Units) | 2             | –63 kg        |
| 2012              | Taskent ( Uzbekistan)           | 3             | –63 kg        |